# Aleksandar Pejović
Aleksandar Pejović (in serbo Александар Пејовић?; Požega, 28 dicembre 1990) è un calciatore serbo, centrocampista del Radnik Surdulica.

## Palmarès

### Club

#### Competizioni nazionali
- Coppa di Bosnia: 1

Sarajevo: 2020-2021